# Castillo de Cebolla

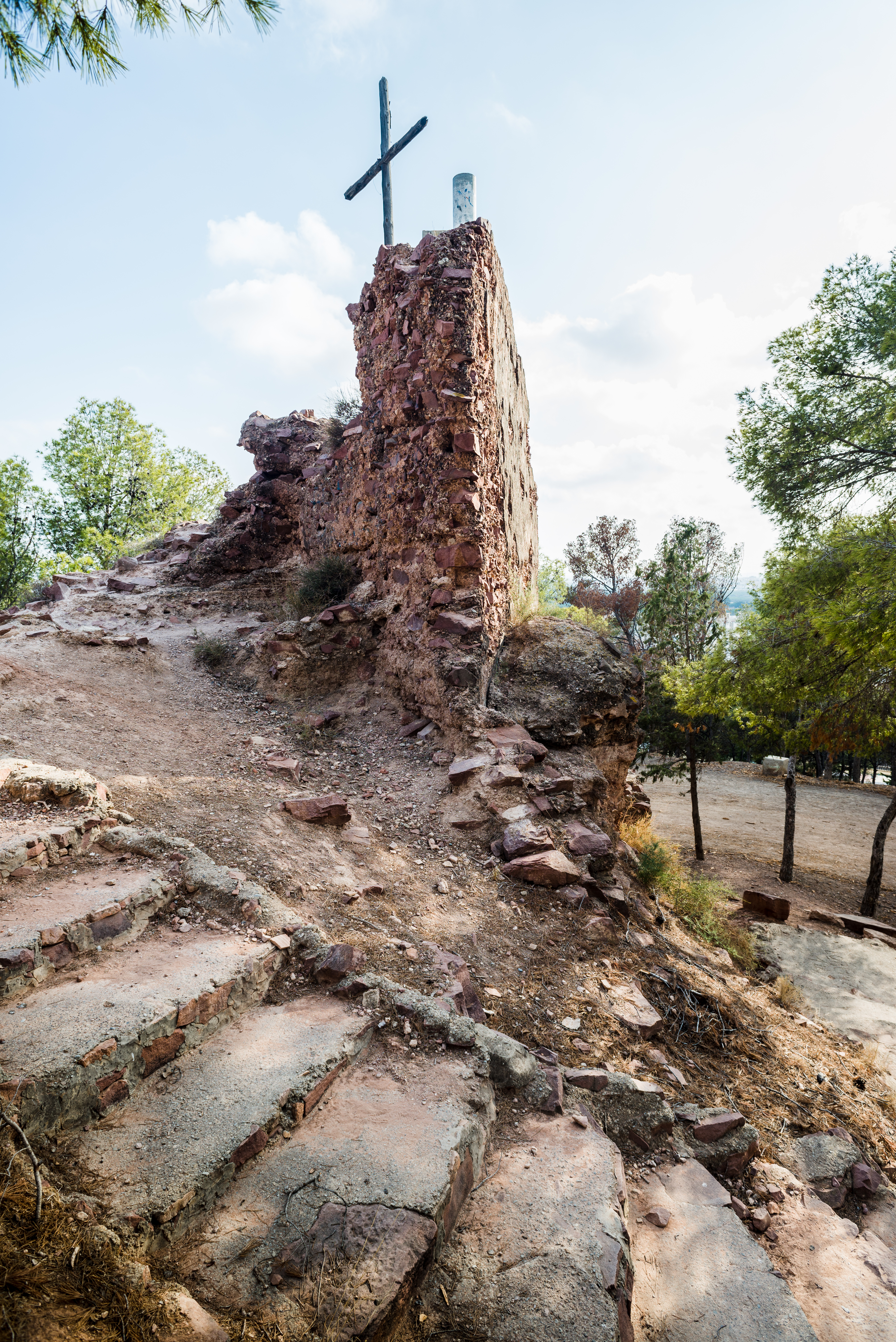
Vista lateral de los restos de la torre de homenaje.

El castillo de Cebolla, también llamado Castillo de la Patá, Castillo del Puig y  Castillo de Enesa, se encuentra ubicado sobre la cima de una de las colinas que dominan la población de El Puig (Valencia)España. Está catalogado como Bien de interés cultural y su número de anotación ministerial es R-I-51-0010924, con fecha 12 de noviembre de 2002.

## Historia
La población de El Puig, cerro, recibe su nombre de un supuesto templo griego que se encontraba en uno de los cerros del término, aunque este topónimo no ha sido el único que ha recibido la población. Así, en época romana se llamó Podium, con significación de colina, que, más tarde, los árabes tradujeron por Gabol, vocablo que, por su parte,  los cristianos de la Edad Media acomodaron al latín, utilizando los vocablos Juballa y Cepullam, tal y como aparecen en la Crónica del Cid, y posteriormente se le pasa a denominar Çebolla, nombre de una partida en la que es posible estuviera asentaba la población original. Jaime I de Aragón, lo menciona en su Crónica como Puig de Enesa y Puig de Santa, razón por la cual el castillo se le conoce por tan variados nombres.
La primera documentación fiable sobre la villa se remonta a la época de la dominación musulmana en la que se levantó una fortaleza, denominada Yubayla, con la que se protegía el acceso norte de la ciudad de Valencia.
Es por ello que el castillo puede considerarse que fue construido en el siglo XI por los árabes. Quienes al replegarse, con el fin de no dejarlo como base para las tropas cristianas, lo derruyeron. En 1093 fue tomado, reconstruido, fortificado, y rodeado de una villa amurallada por El Cid. Esta villa es el origen del actual municipio de El Puig. Los materiales empleados para la construcción, tanto de la fortificación del castillo como  de la misma villa, eran  madera y piedra procedentes del saqueo del arrabal valenciano, que se llevó a cabo antes de la toma de la ciudad por parte de Rodrigo Díaz.
Tanto el castillo como la villa cayeron en manos de los musulmanes (que nuevamente lo destruyeron durante la retirada, de esta forma,  Zayyan, trataba de evitar que Jaime I de Aragón pudiera utilizarlo para conquistar Valencia), hasta que en el año 1237, las tropas de Jaime I de Aragón dominaron la población, llamándola El Puig de la Cebolla. Inmediatamente se volvió a reconstruir el castillo, al tiempo que el monarca conquistador, fundaba el monasterio mercedario que tanta relevancia tuvo en la historia valenciana y que sirvió de punto de partida para el crecimiento de la población. Por este motivo, el nombre de la población, cambia nuevamente, pasando a ser El Puig de Santa María. En 1240 el rey cedió parte de los territorios a Arnau de Cardona (uno de los caballeros que más se distinguieron en la conquista junto a Berenguer de Entenza). En 1349, tanto la población como el castillo, fueron donados por Pedro IV de Aragón, el Ceremonioso a Jérica, Finalmente, en 1365 Pedro IV de Aragón mandó destruirlo, dentro de los conflictos de la llamada Guerra castellano-aragonesa de 1356-1369, contra Pedro I de Castilla.
Durante la Guerra de Sucesión, la población apoyó la causa del Archiduque Carlos, por lo que sufrieron el castigo de Felipe V al final del conflicto.

## Descripción
En la actualidad se encuentra en una zona calificada como verde, y su estado de conservación es lamentablemente ruinoso. A pesar de ello pueden apreciarse numerosos lienzos de murallas, así como restos de distintas torres (de la forma típica de los castillos musulmanes, rectangulares o cuadradas),  y construcciones auxiliares. Los muros están construidos  de mortero y piedras principalmente de rodeno. Pueden observarse también alguna trinchera de la última guerra civil, en una de sus laderas. En la ladera sur de la montaña en el trozo del camino de acceso se observan muros hechos de losas de rodeno trabadas con tierra.
Se trataba de un castillo rodeado de foso, una excavación profunda y seca (menos cuando llovía), entorpeciendo la entrada de los invasores, así como la construcción por parte de los asaltantes de túneles para entrar al castillo.
Además contaba también con una torre albarrana de forma más o menos cuadrada, situada al lado noroeste de la montaña,  a unos 70 metros de distancia de la fortaleza y  en un nivel inferior, estando  conectada con esta a través de un puente, que se desconoce si era permanente o móvil, con el cual podía quedar aislada del recinto. Con esta torre se defendía la entrada al castillo al ampliar el ángulo de tiro de los guardias del mismo. Todavía pueden identificarse  restos de la torre del homenaje.
Aunque este castillo está en ruinas, cuenta con una historia importante y desde la altura donde están las ruinas del castillo, se observa unas vistas de la zona norte de Valencia increíbles. También es uno de los castillos más importantes de la comarca de la Huerta de Valencia o del área metropolitana de Valencia, aunque su estado general es ruinoso.